# Leagues Cup
La Leagues Cup è una competizione calcistica per club organizzata congiuntamente dalla Major League Soccer e dalla Liga MX; dal 2023 è ufficialmente riconosciuta dalla CONCACAF come una delle tre competizioni che danno accesso alla CONCACAF Champions Cup.

## Storia
Le squadre di MLS e Liga MX, oltre a incontrarsi nei tornei organizzati dalla CONCACAF come la Champions League del centro-nord America, si erano già contese fra il 2007 e il 2010 la SuperLiga nordamericana. La scelta delle due leghe di tornare a collaborare è testimoniata anche dalla nascita, nel 2018, della Campeones Cup, un incontro fra i vincitori dei due campionati.
La mancata partecipazione dei club messicani alla Copa Libertadores ha fornito lo spazio necessario in calendario alla nascita di questa nuova competizione condivisa.
La prima edizione è stata annunciata nel maggio del 2019, ed ha visto il coinvolgimento di otto club, quattro per paese, selezionati ad invito. Due mesi dopo è stato annunciato che l'edizione 2020 avrebbe visto il doppio delle partecipanti, individuate in base alla classifica dei campionati fra quelle non già qualificate alla CONCACAF Champions League, ma tale edizione è stata in seguito annullata a causa della pandemia di COVID-19. Nel 2021 la competizione è tornata a otto partecipanti: per la MLS hanno partecipato le migliori due di ogni conference non già qualificate alla Champions League. Nella stagione 2022 la competizione non si è svolta a causa dell'affollamento del calendario nell'anno di disputa dei mondiali per nazionali.
Il nuovo torneo è stato accolto freddamente dai tifosi e dagli addetti ai lavori, che la giudicano come un tentativo di guadagnare denaro sfruttando la folta comunità messicana presente negli Stati Uniti, dove sono ospitate tutte le gare.
A partire dalla stagione 2023 la competizione è stata riconosciuta dalla CONCACAF e qualifica tre squadre alla Champions League dell'anno successivo. Il torneo inoltre ha cambiato formato e si disputa nel corso di un mese solare.

## Albo d'oro
| Stagione | Vincitore          | Risultato finale   | Finalista          | Sede della finale           | Terza classificata |
| -------- | ------------------ | ------------------ | ------------------ | --------------------------- | ------------------ |
| 2019     | Cruz Azul          | 2-1                | Tigres UANL        | Sam Boyd Stadium, Las Vegas | -                  |
| 2020     | Edizione annullata | Edizione annullata | Edizione annullata | Edizione annullata          | Edizione annullata |
| 2021     | León               | 3-2                | Seattle Sounders   | Allegiant Stadium, Paradise | -                  |
| 2022     | Edizione annullata | Edizione annullata | Edizione annullata | Edizione annullata          | Edizione annullata |
| 2023     | Inter Miami        | 1-1 (10-9 dtr)     | Nashville          | Geodis Park, Nashville      | Philadelphia Union |
| 2024     | Columbus Crew      | 3-1                | Los Angeles FC     | Lower.com Field, Columbus   | Colorado Rapids    |

### Vittorie per squadra
| Squadra            | Vittorie | Finali | Terzi posti |
| ------------------ | -------- | ------ | ----------- |
| Cruz Azul          | 1        | 0      | 0           |
| León               | 1        | 0      | 0           |
| Inter Miami        | 1        | 0      | 0           |
| Columbus Crew      | 1        | 0      | 0           |
| Tigres UANL        | 0        | 1      | 0           |
| Seattle Sounders   | 0        | 1      | 0           |
| Nashville          | 0        | 1      | 0           |
| Los Angeles FC     | 0        | 1      | 0           |
| Philadelphia Union | 0        | 0      | 1           |
| Colorado Rapids    | 0        | 0      | 1           |